# Deltoideus
Deltoideus (eller deltamusklen) er musklen der danner de rundede konturer på skulderen. Anatomisk ser den ud til at være lavet af tre forskelling sæt af fibre, selvom elektromyografi viser at den består af i hvert fald syv grupper, der kan koordineres individuelt af nervesystemet.